# Begonia domingensis
Espèce
Synonymes
- Begonia domingensis var. oligostemon Urb.[1]

Begonia domingensis est une espèce de plantes de la famille des Begoniaceae. Ce bégonia arbustif est originaire de République Dominicaine. L'espèce fait partie de la section Begonia. Elle a été décrite en 1859 par Alphonse Pyrame de Candolle (1806-1893). L'épithète spécifique domingensis signifie « de Saint Domingue », en référence à la capitale où la plante a été collectée.

## Description

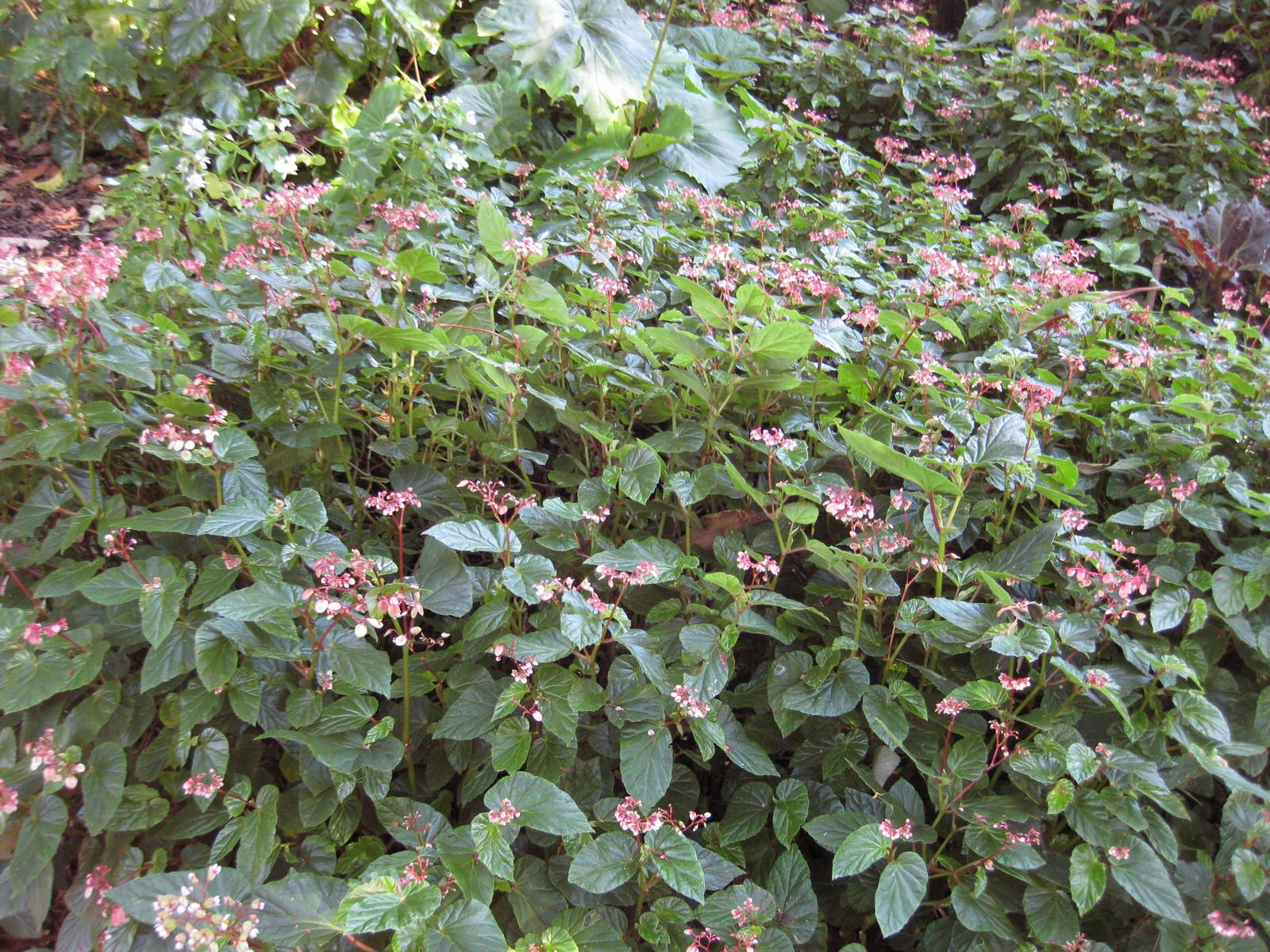
Vue d'ensemble de la plante

## Répartition géographique
Cette espèce est originaire du pays suivant : République Dominicaine.

## Liste des variétés
Selon Tropicos (6 février 2017) (Attention liste brute contenant possiblement des synonymes) :
- variété Begonia domingensis var. domingensis
- variété Begonia domingensis var. oligostemon Urb.